# 長崎市内ミニサテテレビ中継局
この項目では、長崎県長崎市内に設置されているテレビジョン放送の中継放送所の内、空中線電力（送信出力）が100mW（0.1W）以下のものについて記述する。
なお、出力が100mWを超える中継局については長崎市内テレビ中継局を、同市内にある長崎県域テレビ放送局の親局（送信所）については、稲佐山を参照の事。

## 概要
長崎市内は、山地が多い地形の都合上、稲佐山親局からの電波が及びにくい地域が多いため、市内にも多くのテレビ放送中継局が設置されている。
この状況は、長崎市だけでなく県内その他の多くの地域にも当てはまる。

## 地上デジタルテレビジョン放送中継局
- （数字）chは、親局と同一のチャンネル。
- （数字）chは、デジタル新局。
- 野母崎局の48chは、2011年（平成23年）6月4日に下段の53chから変更されたチャンネル[1]。
- ×は、設置予定が無い局で、いずれも元から（アナログ放送でも）エリア外であり、親局または近辺の中継局によりカバーされる。

| リモコンキーID→ | リモコンキーID→  | リモコンキーID→ | リモコンキーID→ | リモコンキーID→ | 1              | 2              | 3              | 4              | 5              | 8              | 放送区域内 世帯数 | 中継局 所在地          | 開局日                    |
| 中継局名        | 中継局名 読み    | 偏波面          | 空中線電力      | ERP             | 物理チャンネル | 物理チャンネル | 物理チャンネル | 物理チャンネル | 物理チャンネル | 物理チャンネル | 放送区域内 世帯数 | 中継局 所在地          | 開局日                    |
| 中継局名        | 中継局名 読み    | 偏波面          | 空中線電力      | ERP             | NHK長崎 総合   | NHK長崎 教育   | NBC            | NIB            | NCC            | KTN            | 放送区域内 世帯数 | 中継局 所在地          | 開局日                    |
| --------------- | ---------------- | --------------- | --------------- | --------------- | -------------- | -------------- | -------------- | -------------- | -------------- | -------------- | ----------------- | ---------------------- | ------------------------- |
| 野母崎          | のもざき         | 水平            | 100mW           |                 | 48ch （53ch）  | 51ch           | 43ch           | 45ch           | 36ch           | 32ch           | 1654世帯          | 脇岬町                 | 2009年（平成21年）10月1日 |
| 外海            | そとめ           | 水平            | 100mW           |                 | 15ch           | 13ch           | 14ch           | 18ch           | 19ch           | 20ch           | 919世帯           | 東出津町               | 2009年（平成21年）4月1日  |
| 長崎平山        | ながさきひらやま | 垂直            | 50mW            |                 | 42ch           | 40ch           | 41ch           | 47ch           | 33ch           | 34ch           | 1654世帯          | 平山台1丁目            | 2010年（平成22年）9月30日 |
| 為石            | ためし           | 水平            | 50mW            |                 | 39ch           | 43ch           | 23ch           | ×              | ×              | 45ch           | 919世帯           | 為石町                 | 2010年（平成21年）6月1日  |
| 長崎茂木        | ながさきもぎ     | 水平            | 10mW            |                 | 39ch           | 40ch           | 23ch           | 31ch           | 30ch           | 26ch           | 919世帯           | 茂木町                 | 2010年（平成22年）12月8日 |
| 野母高浜        | のもたかはま     | 水平            | 10mW            |                 | 48ch           | 49ch           | 43ch           | 44ch           | 46ch           | 47ch           | 551世帯           | 高浜町字越地（弁天山） | 2010年（平成22年）9月30日 |

## 地上アナログテレビジョン放送中継局
- 全局が、2011年（平成23年）7月24日正午で廃局。
- （中継局名）は、デジタル放送については設置予定が無いまたは設置が発表されていない中継局。
- （+）（-）はオフセットあり。

| 中継局名 | 中継局名 読み    | 偏波面 | 空中線電力         | ERP                | チャンネル   | チャンネル   | チャンネル | チャンネル | チャンネル | チャンネル | 中継局 所在地          |
| 中継局名 | 中継局名 読み    | 偏波面 | 空中線電力         | ERP                | NHK長崎 総合 | NHK長崎 教育 | NBC        | KTN        | NCC        | NIB        | 中継局 所在地          |
| -------- | ---------------- | ------ | ------------------ | ------------------ | ------------ | ------------ | ---------- | ---------- | ---------- | ---------- | ---------------------- |
| 小浦     | こうら           | 水平   | 映像100mW 音声25mW | 映像1.3W 音声320mW | 58ch         | 56ch         | 60ch       | 62ch       | 49ch       | 47ch       | 小浦町                 |
| 片渕     | かたふち         | 水平   | 映像100mW 音声25mW |                    | 55ch         | 44ch         | 53ch       | 46ch       | 36ch       | 57ch       | 西山3丁目              |
| 油木     | あぶらき         | 水平   | 映像100mW 音声25mW |                    | 50ch         | 52ch（-）    | 60ch       | 62ch       | 58ch       | 56ch       | 油木町（高花岳）       |
| 金堀     | かなほり         | 垂直   | 映像100mW 音声25mW |                    | 54ch         | 52ch（-）    | 56ch（-）  | 58ch       | 49ch       | 47ch       | 金堀町                 |
| 西泊     | にしどまり       | 垂直   | 映像100mW 音声25mW |                    | 42ch         | 40ch         | 44ch       | 46ch       | 36ch       | 34ch       | 西泊町                 |
| 西小島   | にしこしま       | 垂直   | 映像100mW 音声25mW |                    | 57ch         | 55ch         | 59ch       | 61ch       | 53ch       | 51ch       | 中小島2丁目            |
| 長崎田上 | ながさきたがみ   | 水平   | 映像100mW 音声25mW |                    | 50ch         | 60ch（+）    | 52ch       | 54ch       | 57ch       | 62ch       | 田上1丁目              |
| 大浜     | おおはま         | 水平   | 映像100mW 音声25mW |                    | 50ch         | 48ch         | 52ch       | 54ch       | 46ch       | 44ch       | 大浜町                 |
| 長崎三原 | ながさきみはら   | 垂直   | 映像100mW 音声25mW |                    | 39ch（+）    | 32ch         | 60ch       | 62ch（-）  | 36ch       | 46ch       | 三原町                 |
| 長崎茂木 | ながさきもぎ     | 水平   | 映像100mW 音声25mW |                    | 51ch         | 53ch         | 55ch       | 57ch       | 62ch       | 35ch（+）  | 茂木町                 |
| 平間     | ひらま           | 水平   | 映像100mW 音声25mW |                    | 60ch         | 58ch         | 55ch       | 33ch（-）  | 53ch       | 43ch       | 平間町                 |
| 樫山     | かしやま         | 水平   | 映像100mW 音声25mW |                    | 58ch         | 56ch         | 60ch       | 62ch       | 41ch       | 39ch（-）  | 樫山町字西樫山         |
| 長崎木場 | ながさきこば     | 垂直   | 映像100mW 音声25mW |                    | 54ch         | 52ch         | 56ch       | 58ch       | 49ch       | 47ch       | 木場町                 |
| 長崎三川 | ながさきみかわ   | 水平   | 映像100mW 音声25mW |                    | 45ch         | 43ch         | 47ch       | 49ch       | 33ch       | 39ch       | 西山台2丁目            |
| 長崎出雲 | ながさきいずも   | 垂直   | 映像100mW 音声25mW |                    | 52ch         | 54ch         | 58ch       | 56ch       | 61ch       | 33ch       | 出雲1丁目              |
| 長崎川平 | ながさきかわびら | 垂直   | 映像100mW 音声25mW |                    | 36ch         | 50ch（+）    | 46ch       | 58ch       | 62ch       | 60ch       | 川平町                 |
| 田手原   | たでわら         | 垂直   | 映像100mW 音声25mW |                    | 53ch         | 51ch         | 62ch       | 60ch       | 58ch       | 56ch       | 田手原町               |
| 野母高浜 | のもたかはま     | 水平   | 映像100mW 音声25mW |                    | 52ch         | 50ch         | 55ch       | 57ch       | 59ch       | 61ch       | 高浜町字越地（弁天山） |

## アナログ局所在地・開局年月日
（住所は、設置当時の地名）
- 西山 - 長崎市伊良林3-169-2
  - NHK・NBC：1967年11月1日
  - KTN：1970年5月21日
  - NCC：1990年10月23日
  - NIB：1992年4月15日
- 東長崎 - 長崎市界町283-3
  - NHK：1966年9月15日
  - NBC：1968年3月8日
  - KTN：1972年2月10日
  - NCC：1991年3月6日
  - NIB：1991年10月28日
- 長崎北 - 長崎市大手町505
  - NHK・NBC・KTN：1970年3月27日
  - NCC：1990年3月22日
  - NIB：1991年11月12日
- 長崎南 - 長崎市小ヶ倉町2-306
  - NHK：1970年2月27日
  - NBC・KTN：1970年5月27日
  - NCC：1991年8月7日
  - NIB：1992年7月7日
- 滑石 - 長崎市滑石3-431-12
  - NHK：1971年12月14日
  - NBC：1972年2月22日
  - KTN：1973年3月6日
  - NCC：1990年7月27日
  - NIB：1992年4月14日
- 矢ノ平 - 長崎市愛宕4-601-1
  - NHK：1973年8月1日
  - NBC・KTN：1979年6月30日
  - NCC・NIB：1996年2月23日
- 戸町 - 長崎市戸町3-75-2
  - NHK：1973年5月30日
  - NBC・KTN：1976年11月10日
  - NCC：1991年9月25日
  - NIB：1993年5月21日
- 小浦 - 長崎市小浦町92-2
  - NHK・NBC・KTN：1977年 1月25日
  - NCC・NIB：1994年3月11日
- 飽ノ浦 - 長崎市塩浜町65-2
  - NHK・NBC・KTN：1977年 9月28日
  - NCC：1991年9月25日
  - NIB：1993年1月14日
- 片淵 - 長崎市西山町3-22
  - NHK・NBC・KTN：1977年12月22日
  - NCC・NIB：1995年1月13日
- 油木 - 長崎市油木町230-5：片淵局と同日開局
- 赤迫 - 長崎市赤迫町376-3
  - NHK・NBC・KTN：1978年2月27日
  - NCC：1991年8月6日
  - NIB：1992年7月2日
- 金堀 - 長崎市金堀町388-5
  - NHK・NBC・KTN：1978年5月26日
  - NCC・NIB：1995年1月13日
- 西泊 - 長崎市西泊町161-2：金堀局と同日開局
- 西小島 - 長崎市中小島141
  - NHK・NBC・KTN：1978年9月8日
  - NCC・NIB：1996年2月23日
- 田上 - 長崎市田上町47
  - NHK・NBC・KTN：1978年12月9日
  - NCC・NIB：1995年1月13日
- 大浜 - 長崎市大浜町371-2
  - NHK・NBC・KTN：1979年6月30日
  - NCC・NIB：1996年2月23日
- 矢上 - 長崎市東町2915-2　　　 
  - NHK：1973年5月9日
  - NBC・KTN：1979年12月10日
  - NCC：1991年2月26日
  - NIB：1992年7月1日
- 江平 - 長崎市江平町172-1
  - NHK・NBC・KTN：1979年12月26日
  - NCC・NIB：1995年8月4日
- 深堀 - 長崎市末石町12-2
  - NHK・NBC・KTN：1980年3月25日
  - NCC：1991年8月29日
  - NIB：1992年7月3日
- 立岩 - 長崎市金堀町206
  - NHK・NBC・KTN：1980年7月4日
- 三原 - 長崎市三原町1143-2
  - NHK・NBC・KTN：1980年11月28日
  - NCC・NIB：1995年2月7日
- 茂木 - 長崎市茂木町南河1534-1
  - NHK・NBC・KTN：1981年1月31日
  - NCC・NIB：1998年3月31日
- 平間 - 長崎市平間町684-13
  - NHK・NBC・KTN：1981年7月16日
  - NCC・NIB：1999年2月23日
- 樫山 - 長崎市樫山町3541-2
  - NHK・NBC・KTN：1981年8月12日
  - NCC・NIB：1998年2月18日
- 木場 - 長崎市木場町445
  - NHK・NBC・KTN：1981年8月12日
- 三川 - 長崎市西山台2-410-1
  - NHK・NBC・KTN：1982年12月24日
  - NCC・NIB：1998年3月18日
- 出雲 - 長崎市出雲1-4-15
  - NHK・NBC・KTN：1982年12月24日
  - NCC・NIB：1998年2月9日
- 川平 - 長崎市川平町1316
  - NHK・NBC・KTN：1983年2月3日
  - NCC・NIB：2000年2月25日
- 田手原 - 長崎市田手原町834-3
  - NHK・NBC・KTN：1983年9月21日
  - NCC・NIB：2000年3月9日
- 平山 - 長崎市平山町13-7
  - NHK・NBC・KTN：1983年11月10日
  - NCC：1991年8月28日
  - NIB：1992年10月6日
- 畝刈 - 長崎市多比良町991-2
  - NHK・NBC・KTN：1986年11月13日
  - NCC・NIB：1994年5月27日

## 合併前のアナログ局設置住所・開局年月日
- 為石 - 三和町大字為石字年崎4681-2
  - NHK：1976年6月30日
  - NBC・KTN：1976年11月9日
- 外海 - 外海町大字黒崎東出津郷字峠340
  - NHK：1970年11月6日
  - NBC・KTN：1981年3月4日
- 蚊焼 - 三和町大字蚊焼字波戸3201-17
  - NHK：1970年11月6日
  - 民放各局：1996年3月29日
- 香焼 - 香焼町字尼ケ崎857-3
  - NHK：1981年8月27日
  - NBC・KTN：1985年1月23日
- 野母崎 - 野母崎町大字脇岬字矢戸2624-2
  - NHK：1971年12月22日
  - 民放各局：1993年2月24日
- 野母高浜 - 野母崎町大字高浜字弁天山2928
  - NHK：1971年12月14日
  - 民放各局：1993年2月24日

## 廃局
長崎江平中継局
江平3丁目に置局され、NHKと民放全6波を垂直偏波、100mWで送信していた。2005年1月25日に廃局。
長崎立岩中継局
城山台1丁目に置局され、NHKとNBC、KTNの4波を垂直偏波、100mWで送信していた。